# 欧盟空气质量指令
2008/50/EG指令是欧盟颁布的一项关于空气质量的立法框架指令，正式名称为《欧洲议会与理事会2008年5月21日关于空气质量及清洁空气的指令》（Directive 2008/50/EC of the European Parliament and of the Council of 21 May 2008 on ambient air quality and cleaner air for Europe），俗称“空气质量指令”（德语: Luftqualitätsrichtlinie）。该指令于2008年6月11日正式生效，旨在通过评估和管理空气污染，减少空气污染对人类健康和环境的危害。

## 背景
2008/50/EG指令整合并取代了此前与空气质量相关的几项欧盟立法，包括《空气质量框架指令》（1996/62/EG指令）及其三部“子指令”（1999/30/EG、2000/69/EG和2002/3/EG），以及理事会关于信息和数据交换的决定（97/101/EG）。 该指令的出台是欧盟为应对空气污染对人类健康和环境的负面影响所做出的努力之一，旨在为空气质量管理提供更为清晰和统一的法律依据。

## 主要内容
2008/50/EG指令提出了多项空气质量管理和评估的要求，具体包括以下内容：

### 空气质量标准
指令设定了若干空气污染物的目标值和限值，涵盖了以下主要污染物：
- 颗粒物（PM10和PM2.5）：对PM10设定了日均和年均浓度限值，同时新增了PM2.5的目标值和限值；
- 二氧化氮（NO₂）：设定了年均和一小时浓度的限值；
- 臭氧（O₃）：设定了长期目标值以及8小时平均浓度的最高值；
- 一氧化碳（CO）、二氧化硫（SO₂）、铅（Pb）和苯（C₆H₆）：延续此前指令的限值。[2]

### 空气质量评估
指令要求欧盟成员国对空气质量进行持续监测和评估，并根据污染物浓度分区管理。监测方法包括固定测量、抽样分析和建模，以确保全面覆盖和数据准确性。

### 超标应对措施
如果某些地区的污染物浓度超过限值，指令要求制定空气质量管理计划或行动计划，以减少污染物排放。对于自然因素（如沙尘暴）导致的超标情况，允许特殊豁免。

### 信息公开
成员国需定期向公众公开空气质量信息，包括污染物浓度、潜在健康风险和应对建议。指令还鼓励公众参与空气质量管理的相关决策。

### 灵活性条款
在特定条件下，指令允许成员国延长某些限值的实施期限，例如PM10和NO₂的限值。

## 实施
2008/50/EG指令要求欧盟成员国将其转化为国内法律。例如：
- 德国通过《联邦排放控制法》（Bundes-Immissionsschutzgesetz, BImSchG）和《空气质量标准和排放上限条例》（39. BImSchV）实现了指令的本地化。[3]
- 法国通过《空气质量和能源转型法》实施相关规定。

## 意义
2008/50/EG指令是欧盟空气质量管理的重要法律文件。它为成员国提供了统一的框架，以协调各国在空气污染防治方面的努力。通过设定严格的空气质量标准，该指令在改善空气质量、减少空气污染对人类健康和生态系统的负面影响方面发挥了重要作用。然而，由于部分城市地区空气污染问题严重，某些成员国在实现目标方面仍面临挑战。